# 152 Atala
152 Atala è un massiccio asteroide della fascia principale del sistema solare. Si tratta di un asteroide di tipo scuro, di classe spettrale D, ovvero composto da carbonio, silicati organici complessi e probabilmente ghiaccio d'acqua.

## Storia
Atala fu scoperto il 2 novembre 1875 dall'astronomo francese Paul-Pierre Henry, in collaborazione con il fratello Prosper Mathieu Henry, dall'Osservatorio di Parigi. Fu battezzato così in onore di Atala, eroina eponima del romanzo di François-René de Chateaubriand del 1801.

### Osservazione dalla Terra
L'11 marzo 1994 è stata osservata dal Giappone un'occultazione stellare da parte di Atala.